# 1980-ті у відеоіграх
1980-ті роки у відеоіграх були визначним періодом. Саме в цей час відеоігри перетворились у індустрію, але спочатку вони пережили найбільшу в своїй історії кризу. У 1980-ті роки виникло багато культових відеоігор, які стали символами індустрії.

## Загальний огляд
На початку 1980-х вся Північна Америка була одержима відеоіграми. Після дебюту Space Invaders відеоігри набули ще більшої популярності, ніж доти, відеоігровий бізнес щомісяця зростав на 5 відсотків. Деякі критики вважали, що відеоігри перевершать за популярність кіно і телебачення. Розвиток векторної графіки і кольорових дисплеїв дозволив створювати відеоігри в новій якості. Ігри для автоматів стали дійсно кольоровими, а не монохромними з кольоровими накладками на екран. На початку 1980-х вийшли такі хіти як Missile Command, Tempest, Galaga, Defender, Рас-Man, Donkey Kong. Вихід тривимірної Battlezone (1980) привернув увагу військових, які вирішили створити на її основі військовий тренажер. Випуск аркадних ігор на домашніх консолях помітно підняв їхні продажі, особливо Atari.
9 листопада 1982 року міністр охорони здоров'я США доктор Еверетт Куп виступив із заявою про шкоду відеоігор для фізичного і морального здоров'я дітей підлітків. До того батьки, вчителі та чиновники були схвильовані тим, що зали ігрових автоматів стали центрами дитячої злочинності. У медичних журналах з'являлися статті про захворювання, пов'язані з відеоіграми. Серед громадськості поширювалися чутки про смерті підлітків, які вмирали від серцевих нападів після багатогодинних сеансів гри. Наприкінці 1981 року Індонезія і Філіппіни заборонили відеоігри, пояснивши це турботою про захист моралі молоді.
Можливості Apple II надихнули програмістів на створення симуляторів техніки, як Flight Simulator (1978), але 1981 Кріс Кроуфорд задумав створити симулятор військових дій. Він написав гру Eastern Front 1941, яка відтворювала битви в реальному часі, подібно до настільних варгеймів. З кольоровими дисплеями на новий рівень вийшли рольові ігри: Ultima: The First Age Of Darkness (1980), Wizardry: Proving Grounds of The Mad Overlord (1981), Ultima II: The Revenge Of The Enchantress (1982). Однак основна маса відеоігор випускалася і надалі для ігрових автоматів та гральних приставок.
В ігровій індустрії настала криза, розробники одним за одним визнавали, що всі можливі оригінальні ігри вже створені, відеоігри в ході своєї популярності вичерпали себе. Певним проривом стала Dragon's Lair, яка використовувала послідовності попередньо заданих анімацій в стилі мультфільмів Walt Disney, записаний на CD-диск. Однак використання дисків не знайшло продовження через складність експлуатації автоматів з ними. Ринок консольних ігор різко впав з 3,2 млрд доларів у 1983 році до 100 млн у 1986. Провал потенційного хіта Е.Т The Extra-Terrestrial (1983) за фільмом «Іншопланетянин» став великим ударом для Atari, яка ще утримувала позиції. Картриджі з грою було закопано в землю, що стало, як тоді багатьом здавалося, символічним кінцем відеоігор.
Велика Британія ж не знала ігрових приставок, ігри існували для ПК і розповсюджувалися на касетах кількома магазинами через пошту. Клайв Сінклер розробив 1980 року домашній комп'ютер ZX80, який завдяки своїй дешевизні став найбільш продаваним ПК Великої Британії на той час. Програміст Кевін Томс після виходу ще дешевшого ZX81 зрозумів, що може створити яскраву і популярну гру для нього. Томс написав Football Manager, яка швидко продалася в кількості 2 млн копій. У 1982 Сінклер випустив ZX Spectrum, який став новим найпопулярнішим ПК Великої Британії і став символом технологічної переваги держави. Поширеність ZX Spectrum дала поштовх до британського буму відеоігор. За два роки для було створено 1188 відеоігор, розроблених 458 компаніями. Примітною особливістю цих ігор стала психоделіка і сюрреалізм, натхненні шоу «Монті Пайтон» і ранніми іграми Мела Краучера. Захоплення відеоіграми для ПК та експерименти з ігровим дизайном перекинулися і на Іспанію та Австралію.
Італія ще з 1970-х була основним виробником аркадних автоматів для Європи, але не пішла далі, коли 1984 компанія Zaccaria вирішила, що відеоігри безперспективні. До початку 1990 Італія не мала відомих компаній-розробників відеоігор.
В Нідерландах у 1980-ті виникло активне піратство ігор. Програмісти зламували відомі ігри та безкоштовно розсилали їх через електронну пошту. Хоча Нідерланди не випускали відомих відеоігор, саме там зародилися демосцени й набули популярності по всій Європі. Поступово в Європі виникали крупні видавці відеоігор, як Ocean Software, Infogrames, Ubisoft, і бюджетні, як Mastertronic.
В СРСР існувало відставання в розвитку електроніки на 5-10 років проти зарубіжжя. Відеоігри існували на ігрових автоматах, як Poly Play, створеному в Східній Німеччині та розповсюджуваному в країнах комуністичного блоку в 1985 році. Тематичні журнали випускали інструкції з написання простих ігор для ПК, які мали куди менше розповсюдження, ніж в інших державах. У 1984 році радянський програміст Олексій Пажитнов написав відеогру, засновану на головоломці пентаміно, для комп'ютера Электроника-60. Після низки доробок вона стала грою Tetris, яка швидко розповсюдилася комп'ютерами Радянського союзу, а наприкінці 1980-х і в Західній Європі. Наприкінці вісімдесятих компанія «Екстрема-Україна», що розташовувалася у Вінниці, об'єдналася з «Термінал» і стала випускати аркадні ігри, використовуючи для цього власні технології. Найвідомішою грою компанії вважається «Конек-Горбунок» (1988).
Японія 1980-х повільно розвивала консольний ринок, хоч була відома окремими успішними іграми на приставки і аркадними автоматами. Однак швидке поширення ПК виробництва NEC і Fujitsu посприяло появі перших японських відеоігрових видавництв. У 1982 було випущено Night Life — ілюстрований довідник з сексу для комп'ютера NEC РС-8801, який не був грою, але отримав велику популярність. Разом з проникненням до країни текстових квестів, як Mystery House, це спонукало до створення пригодницьких еротичних відеоігор, які через свою спрямованість випускалися тільки в межах Японії. Наприкінці 1980-х занепокоєння їх поширенням стало приводом до створення Computer Software Rinri Kiko, організації, яка стала слідкувати за змістом інтерактивних творів.
У той час як японські творці ігор для ПК освоювали нові жанри, Nintendo працювала над запуском нової консолі. Інженерові Масаюкі Уемура було доручено розробити консоль, яка б випередила конкурентів і була досить дешевою. Уемура розробив Family Computer (Famicom) з клавіатурою, дисководом і модемом, але для дешевизни у 1983 переробив її на картриджну консоль з ігровим контролером, оснащеним хрестовиною. Сенс новинки був не в продажі консолі, а різноманітних ігор до неї, створюваних сторонніми компаніями. Nintendo вимагала у своїх партнерів авансові платежі на виробництво картриджів, забираючи собі прибуток з продажів і залишаючи за собою право накладати вето на випуск будь-якої гри. До 1985 року 17 ігрових компаній отримали від Nintendo ліцензії на створення ігор для Famicom.
Засновник видавництва Bullet-Proof Software Хенк Роджерс, який переїхав до Японії в 1970-і, відкрив, що в Японії невідомі настільні рольові ігри, як Dungeons & Dragons. Видана в 1983 рольова The Black Оnух не була помічена, поки після пояснення принципів рольових ігор в тематичних журналах вона не отримала величезний успіх. Досі незнайомі з цим жанром гравці зацікавилися рольовими відеоіграми і в 1986 компанія Enix видала Dragon Quest для Famicom, яка стала відомою як перша дійсно японська рольова гра. Гравці купляли Famicom тільки щоб пограти в неї і продажі консолі різко зросли. Продовження Dragon Quest III (1988) було продане за перший же день в кількості мільйона копій. Популярність Dragon Quest III виявилася такою великою, що школярі по всі Японії масово прогулювали школу, щоб купити цю гру. Enix довелося пообіцяти уряду, що надалі її ігри випускатимуться тільки у вихідні. Після цього японські виробники відеоігор були готові завоювати і ринок США.
Дущо раніше модифікована Famicom для ринку США, Nintendo Entertainment System, мала чип безпеки, що блокував запуск ігор без ліцензії. З метою ясно відрізнити цю консоль від минулих, було додано світловий пістолет Zapper. NES не здобула популярності та поширювалася пробними партіями за умови повернення грошей в разі провалу. В березні 1986 Nintendo випустила на американський ринок гру Сігеру Міямото і Такасі Тедзука Super Mario Bros. Гра стала глобальним феноменом — були продані мільйони примірників гри поряд з мільйонами консолей NES. Nintendo наповнили ринок іграми, як The Legend Of Zelda, Metroid, Castlevania, Double Dragon, Final Fantasy.
До літа 1987 року критики визнали, що ігровий ринок знову почав зростати. Журнал Fortune згадав Nintendo як компанію, яка сама одна відновила ігровий бізнес. Компанія ввела жорсткі вимоги до якості відеоігор та їх змісту. «Моральний кодекс» Nintendo в багатьох рисах повторяв кодекс Гейса для фільмів, що забороняв демонструвати на кіноекрані сексуальні сцени, оголене тіло, вживання наркотиків, зображати злочинців у позитивному світлі, лихословити і насміхатися над релігією. Кодекс також забороняв такі теми, як людоїдство, тортури, зомбі, перевертнів, секс, і вимагав, щоб в «кожному конкретному випадку добро завжди брало перемогу над злом і злочинці завжди каралися за свої злочини». У ньому говорилося і про те, що федеральні чиновники, поліціянти, судді та інші поважні представники американського закону і уряду не повинні представлятися з негативної точки зору.
Але на той час європейські геймери вже мали ПК Commodore Amiga або Atari ST, що пропонували графіку, яку не могла видавати NES. Nintendo повернула домашні консолі на ринок, виникла нова модель ліцензування. Підйом компанії оживив американську ігрову індустрію, перетворивши 100-мільйонний бізнес 1986 року на 4-мільярдний до 1991. Жорсткі вимоги Nintendo до якості ігор підвищили загальний рівень професіоналізму розробників. Японія стала сприйматися як країна з найкращими творцями відеоігор.

## Головні події

### Технології
- Mattel випускає гральну консоль Intellivision.
- SEGA робить в Японії пробні продажі приставки SG-1000.
- Atari починає продаж гральної консолі Atari 5200.
- Commodore Business Machines випускає комп'ютер Commodore 64, який і досі є лідером продажів серед моделей комп'ютерів.
- Namco випустила плату для гральних автоматів Namco System 86, що використовувалася такими аркадами як Sky Kid Deluxe, Hopping Mappy, Toy Pop, The Return of Ishtar, Genpei Tōma Den та Rolling Thunder.
- 29 жовтня — Sega випускає на японський ринок телевізійну гральну консоль Sega Mega Drive.
- Nintendo випустила Game Boy, першу кишенькову консоль з картриджами.

### ЗМІ
- Арні Кац (англ. Arnie Katz) та Білл Кункель (англ. Bill Kunkel) засновують журнал «Electronic Games», перший журнал з відеоігор, який започатковує еру ігрової журналістики.
- 27 грудня на американському телеканалі TBS дебютує шоу «Starcade», присвячене відеоіграм.

### Індустрія
- MCA Universal подає в суд на Nintendo, стверджуючи, що остання аркада від Nintendo, Donkey Kong, порушила авторські права кіностудії Universal на персонажа Кінг Конга (англ. King Kong). Після недовгого судового розгляду суддя визначив, що права на оригінального Кінг Конга вже перебувають у суспільному надбанні. Позов було відхилено та MCA Universal виплатила $1.8 млн. Nintendo за завдані збитки.
- Atari подає в суд на Coleco, через можливе порушення патентного права Atari на гральну консоль Atari 2600. Рік тому Coleco випустив периферійний пристрій, який зробив можливим використання картриджів для Atari 2600 для запуску на консолі ColecoVision.
- Виникли компанії: Electronic Arts Inc., MicroProse Software Inc., Bethesda Softworks, Ubisoft, Maxis.
- 13 червня 1986 року відбулося злиття компаній Activision та Infocom.

## Великі релізи
| Гра                 | Рік  | Розробник        |
| ------------------- | ---- | ---------------- |
| Pac-Man             | 1980 | Namco            |
| Frogger             | 1981 | Konami           |
| Galaga              | 1981 | Namco            |
| Q-Bert              | 1982 | Gottlieb         |
| Donkey Kong         | 1983 | Nintendo         |
| Тетріс              | 1984 | Олексій Пажитнов |
| Super Mario Bros.   | 1985 | Nintendo         |
| Duck Hunt           | 1985 | Nintendo         |
| Battle City         | 1985 | Namco            |
| The Legend of Zelda | 1986 | Nintendo         |
| Dragon Quest        | 1986 | Chunsoft         |
| Contra              | 1987 | Konami           |
| Street Fighter      | 1987 | Capcom           |
| Final Fantasy       | 1987 | SHS              |